# The Duke Steps Out
 The Duke Steps Out és una pel·lícula muda amb complement sonor de música i efectes realitzada als Estats Units pel director James Cruze i estrenada el 16 de març de 1929. La pel·lícula narra la història d'un boxejador i milionari que per conquerir la noia de la que s'ha enamorat s'apunta a la universitat. En el seu moment es va rumorejar que estava basada en la vida del boxejador Gene Tunney. És protagonitzada per William Haines i Joan Crawford, que començava la seva relació amb Douglas Fairbanks Jr. el qual, en un moment de la pel·lícula en que Crawford balla en mig d'estudiants, apareix com a extra. Es considera una pel·lícula perduda.

## Argument
Duke és un jove ric que es dedica a la boxa professional arriba a ser l'aspirant al campionat. Anant a un combat important, en el tren entre un grup d'universitaris, coneix Susie, una jove de la qual s'enamora i per la qual pretén abandonar-ho tot. Per estar a la vora seu Duke es matricula d'incògnit a la universitat fent tornar bojos el seu entrenador i el seu xofer quan es salta la majoria de les normes de l'entrenament. Susie en principi el rebutja però ell continua anant rere seu de manera impertinent i pintoresca. Els seus companys a la facultat es meravellen que tingui un xofer i que la seva mansió estigui plena de criats. Susie, que finalment se n'ha enamorat, és enganyada per l'entrenador que li fa creure que Duke està enamorat d'una actriu. Finalment, un dia, els amics de Susie sintonitzen la retransmissió del campionat de boxa a San Francisco, i ella s'assabenta que Duke hi lluita i aquest acaba guanyant. Al final del combat es descobreix tota la veritat i que ell no està compromès amb cap altra noia.  

## Repartiment
- William Haines: Duke
- Joan Crawford: Susie
- Karl Dane: Barney, el xofer de Duke
- Tenen Holtz: Jake, el mànager entrenador de Duke
- Edward J. Nugent: Tommy Wells
- Jack Roper: Poison Kerrigan
- Delmer Daves: Bossy Edwards
- Luke Cosgrave: Professor Widdicomb
- Herbert Prior: M. Corbin